# Халлутуш-Іншушинак II
Халлутуш-Іншушинак II (д/н — бл. 693 до н. е.) — цар Еламу близько 699—693 років до н. е. Він вів запеклі війни з Ассирією.

## Життєпис
Походив з династії Хумбан-тахрідів. Син Індади та доньки царя Хумбан-тахрахи. Близько 699 року до н. е. повалив старшого брата — Шутрук-Наххунте III. На відміну від останнього підкреслював свій родинний зв'язок з царем Хумбан-тахрахом.
Продовжив готуватис ядо протистояння з Ассирією, підтрмиуючи заворушення на півдні Вавилонії. У відповідь 694 року дон. е. ассирійський цар Сін-аххе-еріба з флотом і військом атакував Елам. Спершу було зруйновано та пограбовано велике місто Нагіду розташоване на одному з островів Перської затоки, а потім ассирійці спустошили еламське узбережжя і захопили прибережні області Хільму та Хупапану. Втікачів з Біт-Якіну та безліч полонених еламітів було загнано на кораблі й відправлено до Ассирії. Але в цей час еламські війська через гори пройшли до Вавилонії, де захопили місто Сіппар. За цим місцеве населення стало переходити наїх бік, невдаволене пануванням ассирійців. Невдовзі було завдано поразки вавилонському цареві Ашшур-надін-шумі, який потрапив у полон. За цим еламіти зайняли Вавилон, де поставили свогов асала  Нерґал-ушезіба, який в свою чергу рушив на власне Ассирію. Все це змусило ассирійського царя відступити з Еламу.
693 року до н. е. еламо-вавилонськевійсько у битві біля Ніппура зазнало поразки від ассирійців. Лише з невеличким загоном Халлутуш-Іншушинак II зумівпрорватис я до своєї столиці Сузи. Але тут місцеве населення повстало проти нього, внаслідок чого царя було вбито. Тобто виходить, що панував 6 років. Але знайдено юридичний текст з Ніппура, який, як стверджується, був написаний на 15-му році перебування на троні Халлутуш-Іншушинак II. Це викликало певні суперечки щодо досліджень, які ще не вирішені (або рахується від часу, коли був співцарем брата чи не схожі імена). Трон перейшов до його старшого сина Кутір-Наххунте III.